# Abaasy
Die Abaasy sind Dämonen in der Mythologie der Jakuten, der Bewohner Sibiriens.
Es sind gigantische Wesen mit Zähnen aus Eisen und bewohnen im Weltbild der Jakuten die Unterwelt. Sie reisen in Gruppen von Sieben. Ihr Anführer ist Ulu Toyo 'N.
Die Abaasy sind Schadensbringer und leben in den niederen Welten. Aufgrund dessen bedeutet im jakutischen абааһы көр- (Abaasy sehen) so viel wie hassen oder verabscheuen.